# Tony Snell
Tony Rena Snell Jr. (Watts, California, 10 de noviembre de 1991) es un jugador de baloncesto estadounidense que pertenece a la plantilla de los Sioux Falls Skyforce de la G League. Con 1,98 metros de altura, juega en la posición de alero.

## Trayectoria deportiva

### Universidad
Jugó durante tres temporadas con los Lobos de la Universidad de Nuevo México, en, las que promedió 9,2 puntos, 2,4 rebotes y 2,0 asistencias por partido. En su última temporada fue incluido en el tercer mejor quinteto de la Mountain West Conference y elegido mejor jugador del torneo de la conferencia.

#### Estadísticas
| Año     | Equipo     | PJ  | PT | MPP  | %TC  | %3P  | %TL  | RPP | APP | ROB | TPP | PPP  |
| ------- | ---------- | --- | -- | ---- | ---- | ---- | ---- | --- | --- | --- | --- | ---- |
| 2010–11 | New Mexico | 34  | 7  | 17.5 | .364 | .345 | .735 | 1.9 | .9  | .2  | .2  | 4.4  |
| 2011–12 | New Mexico | 35  | 35 | 25.5 | .448 | .387 | .831 | 2.7 | 2.3 | .5  | .4  | 10.5 |
| 2012–13 | New Mexico | 35  | 35 | 31.2 | .422 | .390 | .843 | 2.6 | 2.9 | .8  | .5  | 12.5 |
| Total   | Total      | 104 | 77 | 24.8 | .421 | .380 | .821 | 2.1 | 2.0 | .5  | .3  | 7.4  |

### Profesional

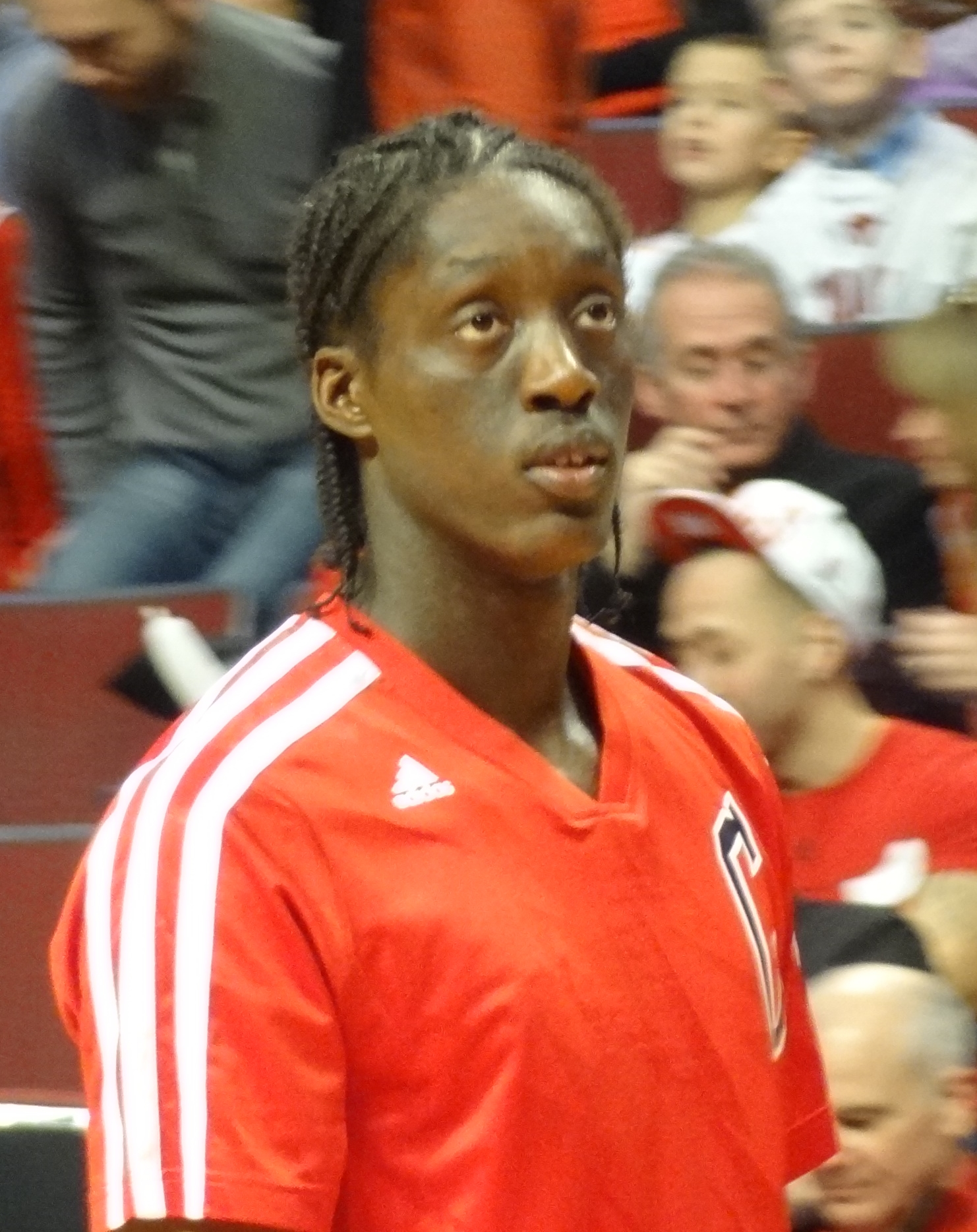
Snell con Chicago en 2014.

Fue elegido en la vigésima posición del Draft de la NBA de 2013 por Chicago Bulls, debutando ante los Miami Heat en un partido en el que no consiguió anotar.
El 17 de octubre de 2016 fue traspasado a los Milwaukee Bucks a cambio de Michael Carter-Williams.
El 20 de junio de 2019, es traspasado a Detroit Pistons a cambio de Jon Leuer.
Después de un año en Detroit, el 20 de noviembre de 2020, es traspasado a Atlanta Hawks a cambio de Dewayne Dedmon. En su primer año en Atlanta, terminó la temporada con un impresionante 51% en tiros de campo, 56% en triples y 100% en tiros libres, siendo el primer jugador en la historia en conseguir un 50-50-100, con al menos 100 lanzamientos. Además de conseguir estar dos temporadas sin fallar un solo tiro libre.
Tras un año en Atlanta, el 3 de agosto de 2021, firma como agente libre con Portland Trail Blazers por 1 año.
El 8 de febrero de 2022, es traspasado junto a Larry Nance Jr. y C. J. McCollum a New Orleans Pelicans a cambio de Josh Hart, Tomáš Satoranský, Nickeil Alexander-Walker y Didi Louzada.
El 27 de enero de 2023 fue adquirido por los Maine Celtics de la G League.
En octubre de 2024 firma por los Sioux Falls Skyforce de la G League.

## Estadísticas de su carrera en la NBA

### Temporada regular
| Año     | Equipo      | PJ  | PT  | MPP  | %TC  | %3P  | %TL   | RPP | APP | ROB | TPP | PPP |
| ------- | ----------- | --- | --- | ---- | ---- | ---- | ----- | --- | --- | --- | --- | --- |
| 2013-14 | Chicago     | 77  | 12  | 16.0 | .384 | .320 | .756  | 1.6 | .9  | .4  | .2  | 4.5 |
| 2014-15 | Chicago     | 72  | 22  | 19.6 | .429 | .371 | .800  | 2.4 | .9  | .4  | .2  | 6.0 |
| 2015-16 | Chicago     | 64  | 33  | 20.3 | .372 | .361 | .909  | 3.1 | 1.0 | .3  | .3  | 5.3 |
| 2016-17 | Milwaukee   | 80  | 80  | 29.2 | .455 | .406 | .810  | 3.1 | 1.2 | .7  | .2  | 8.5 |
| 2017-18 | Milwaukee   | 75  | 59  | 27.4 | .435 | .403 | .792  | 1.9 | 1.3 | .6  | .4  | 6.9 |
| 2018-19 | Milwaukee   | 74  | 12  | 17.6 | .452 | .397 | .881  | 2.1 | .9  | .3  | .2  | 6.0 |
| 2019-20 | Detroit     | 59  | 57  | 27.8 | .445 | .402 | 1.000 | 1.9 | 2.2 | .5  | .3  | 8.0 |
| 2020-21 | Atlanta     | 47  | 23  | 21.1 | .515 | .569 | 1.000 | 2.4 | 1.3 | .3  | .2  | 5.3 |
| 2021-22 | Portland    | 38  | 10  | 14.4 | .371 | .320 | 1.000 | 1.9 | .5  | .2  | .2  | 2.6 |
| 2021-22 | New Orleans | 15  | 2   | 18.5 | .446 | .396 | 1.000 | 2.1 | .5  | .5  | .1  | 5.9 |
| Total   | Total       | 601 | 310 | 21.8 | .431 | .394 | .846  | 2.3 | 1.1 | .4  | .2  | 6.1 |

### Playoffs
| Año   | Equipo    | PJ | PT | MPP  | %TC  | %3P  | %TL   | RPP | APP | ROB | TPP | PPP  |
| ----- | --------- | -- | -- | ---- | ---- | ---- | ----- | --- | --- | --- | --- | ---- |
| 2014  | Chicago   | 5  | 0  | 9.2  | .222 | .000 | –     | 1.2 | .4  | .2  | .2  | .8   |
| 2015  | Chicago   | 11 | 0  | 12.7 | .341 | .333 | 1.000 | 1.5 | .5  | .0  | .3  | 3.9  |
| 2017  | Milwaukee | 6  | 6  | 30.8 | .500 | .516 | –     | 2.3 | 1.5 | .2  | .2  | 10.0 |
| 2018  | Milwaukee | 7  | 2  | 19.1 | .292 | .238 | –     | 1.9 | .6  | .4  | .6  | 2.7  |
| 2019  | Milwaukee | 9  | 0  | 3.1  | .333 | .500 | –     | .2  | .0  | .1  | .1  | 0.6  |
| 2021  | Atlanta   | 9  | 0  | 7.3  | .125 | .091 | –     | .6  | .2  | .2  | .1  | .6   |
| Total | Total     | 47 | 8  | 12.7 | .350 | .330 | 1.000 | 1.2 | .5  | .2  | .2  | 2.9  |

## Vida personal
En junio de 2023, con 31 años, le diagnosticaron que padecía trastornos del espectro autista, al confirmar las pruebas de su hijo Karter de 18 meses.